# Mirosław Pilśniak
Mirosław Pilśniak OP (ur. 5 lutego 1959 w Mosinie) – polski dominikanin.
Wstąpił do Zakonu w roku 1983, święcenia kapłańskie przyjął w 1990. Z wykształcenia jest technikiem mechanikiem automatyki przemysłowej, mgr matematyki na UAM w Poznaniu i mgr z teologii Ojców Kościoła i stopniem licencjata (czyli prawem do wykładania na uczelniach kościelnych) z teologii dogmatycznej na UKSW w Warszawie.
Od 1990 przez 3 lata duszpasterz akademicki i duszpasterz młodzieży szkół średnich w Krakowie. Potem przez 6 lat przeor klasztorów w Krakowie i przez 3 lata klasztoru przy ul. Freta w Warszawie. Od 1992 zaangażowany w ruch rekolekcyjny i formacyjny małżeństw Spotkania Małżeńskie. Opiekuje się Warszawskim Ośrodkiem i jest krajowym duszpasterzem tego ruchu. Wykłada teologię małżeństwa i etykę na Dominikańskim Studium Filozoficzno-Teologicznym w Krakowie i w Kolegium św. Tomasza w Kijowie.
Od lata 2002 był duszpasterzem akademickim w Warszawie na Służewie, a od czerwca 2004 proboszczem tamtejszej parafii św. Dominika. Od 2005 Duszpasterz Rodzin oraz opiekun Klubiku Maluchów i Rodziców „Sto Pociech” przy klasztorze i kościele oo. Dominikanów św. Jacka przy ul. Freta w Warszawie.
Prowadził programy o tematyce religijnej oraz rodzinnej w TV Puls. Na kanale Religia.tv prowadził audycję „Akademia Rodzinna”. W połowie 2022 roku został skierowany do pracy jako duszpasterz rodzin w dominikańskiej parafii pw. Podwyższenia Krzyża świętego w Łodzi.